# Élections législatives koweïtiennes de décembre 2012
Les élections législatives koweïtiennes de décembre 2012 se sont déroulées le 1er décembre 2012.